# Banco de Construcción de China
El Banco de Construcción de China (chino simplificado: 中国建设银行; chino tradicional: 中國建設銀行; pinyin: Zhōngguó Jiànshè Yínháng; abreviado como: 建行; inglés: China Construction Bank, CCB) es uno de los "cuatro grandes" bancos de la República Popular de China. Hasta la fecha, se clasifica como el segundo más grande de esa nación y el segundo banco más grande del mundo por capitalización de mercado. El banco tiene aproximadamente 13.629 sucursales nacionales. Además, mantiene sucursales en Hong Kong, Singapur, Fráncfort del Meno, Johannesburgo, Tokio y Seúl, así como una oficina representativa en Sídney. En junio del 2009, CCB abrió una sucursal en Nueva York y una subsidiaria en Londres. Sus activos totales alcanzaron los 8.700 millones de yuanes en el 2009. El actual presidente es Guo Shuqing.

## Inversión de Bank of America
En el 2005, Bank of America adquirió una participación en Banco de Construcción de China del 9% por 3.000 millones de dólares estadounidenses que representaba la mayor incursión de la compañía en el cada vez mayor creciente sector bancario de China. Bank of America actualmente tiene oficinas en Hong Kong, Shanghái y Cantón y trató de ampliar su negocio en China con el resultado de este acuerdo.
Alrededor del 5 de junio de 2008, Bank of America compró 6.000 millones de acciones H share por aproximadamente HK 2,42 dólares. Bank of America tiene ahora cerca de 25.100 millones de H shares, que representan aproximadamente un 10,75 por ciento de las acciones emitidas CCB. Bank of America no puede vender los 6 millones de acciones que compró antes del 29 de agosto de 2011 sin el consentimiento previo del CCB. Bank of America todavía tiene la opción de comprar acciones adicionales.
En mayo del 2009, se especuló con que acciones del banco con un valor de 7300 millones de dólares habían sido vendidas por Bank of America, en un esfuerzo por reforzar su capital.

## Expansión internacional
En el 2006, el CCB adquirió el Bank of America Asia ahora Banco de Construcción de China (Asia), que comenzó en 1912 en Hong Kong, como Banco de Cantón.
En el 2008, el CCB presentó una solicitud al Sistema de Reserva Federal para establecer una sucursal en Nueva York. La aprobación del Estado de Nueva York ya ha sido dada, y una licencia formal fue concedida en el 2009. La sucursal de Nueva York fue inaugurada oficialmente en junio del 2009.
El Banco de Construcción de China es miembro de la Global ATM Alliance, una alianza de varios grandes bancos internacionales que permite a los clientes de los bancos la utilización de tarjetas de crédito o débito en la red de cajeros libre de comisiones para sus clientes. Otros bancos participantes son:
- Barclays (Reino Unido),
- Bank of America (Estados Unidos),
- BNP Paribas (Francia),
- Deutsche Bank (Alemania),
- Santander Serfin (España y México),
- Scotiabank (Canadá) y
- Westpac (Australia y Nueva Zelandia).[7]

## Fondo de Salud
La división de inversiones del Banco de Construcción de China, puso en marcha un fondo de 5 mil millones de yuanes ($731,3 millones) llamado China Healthcare Investment Fund - para centrarse en inversiones en el sector salud de rápido crecimiento en China. El fondo se centra en las inversiones de los sectores relacionados con la salud incluidos farmacia, fabricación de equipos médicos, instituciones médicas y de servicios. Es el primer fondo de inversión nacional que se especializa en inversiones en la industria de la salud en China.

## Listado en la bolsa de valores
A finales del 2005, el Banco de Construcción de China hizo una Oferta pública de venta en la Bolsa de Hong Kong (SEHk: 0939). Desde su anuncio, el precio de la acción ha subido cerca de 50% (desde febrero del 2006). A finales del 2007, hizo la segunda mayor oferta pública de venta de China, 57,12 mil millones de yuanes (7,6 mil millones de dólares) en la Shanghai Stock Exchange (SSE: 601939).